# 中田伸江・伸児
中田伸江・伸児（なかたのぶえ・しんじ）は、昭和期に活躍した男女漫才コンビ。主にトップホットシアターを拠点とした。
共に中田アップ門下。1976年5月コンビでトップホットシアターでデビュー。1983年に解散。解散後、伸児は中田しんじの芸名で北海道のローカルタレントをしている。

## メンバー
- 中田伸江（1958年 - ）本名は和泉信江。

大阪府泉大津市の生まれ。
- 中田伸児（1958年 - ）本名は沢井義孝。

大阪府平野区の生まれ。伸江と組む前は1974年11月から中田ナイスの名で中田パットと組むも1975年10月に解散。

## 受賞
- 1978年　上方漫才大賞 新人奨励賞受賞
- 1979年　NHK上方漫才コンテスト 優秀話術賞受賞